# Aeonium lancerottense
Aeonium lancerottense (Praeger) Praeger es una especie de planta tropical con hojas suculentas del género Aeonium, familia Crassulaceae.

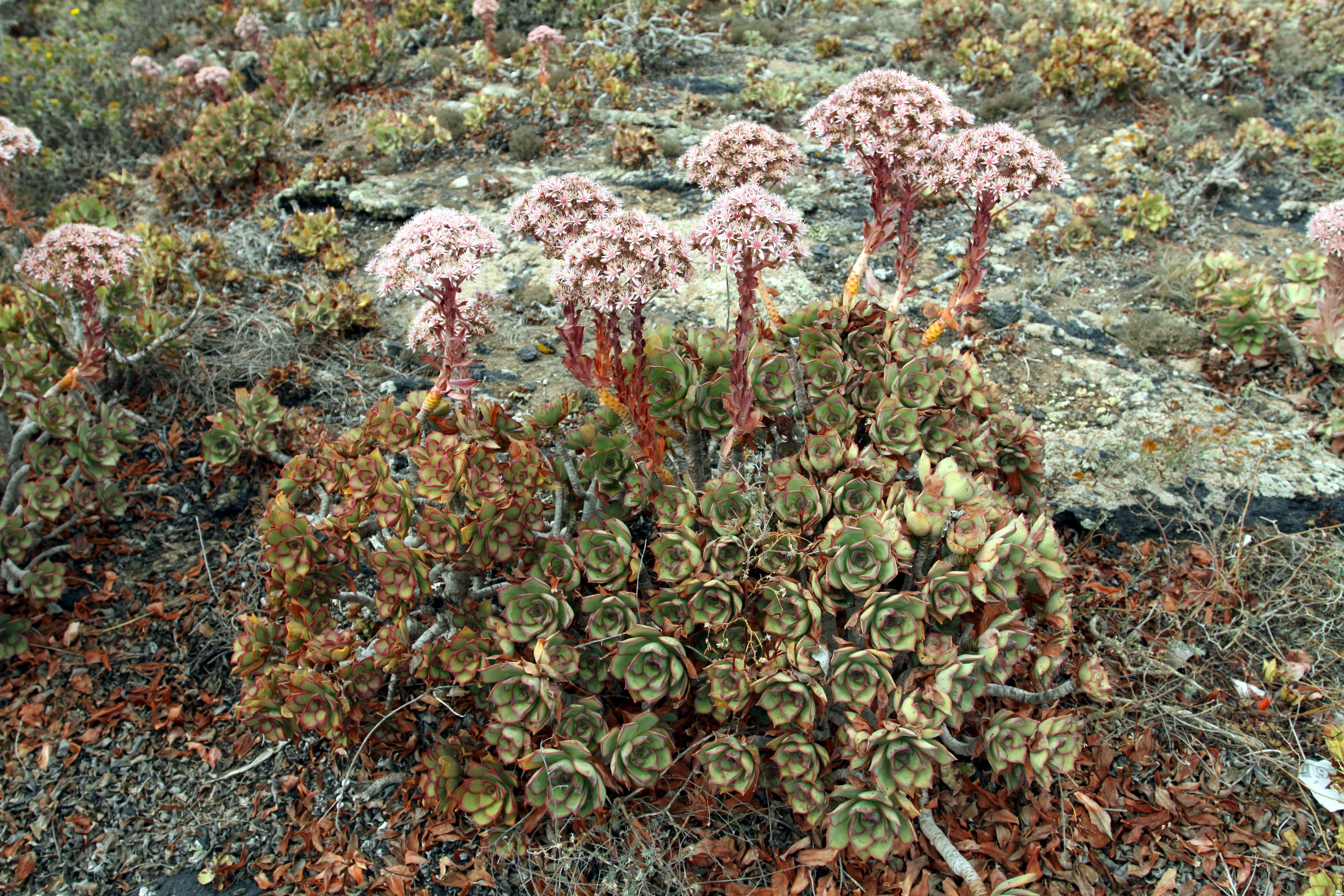
Vista de la planta

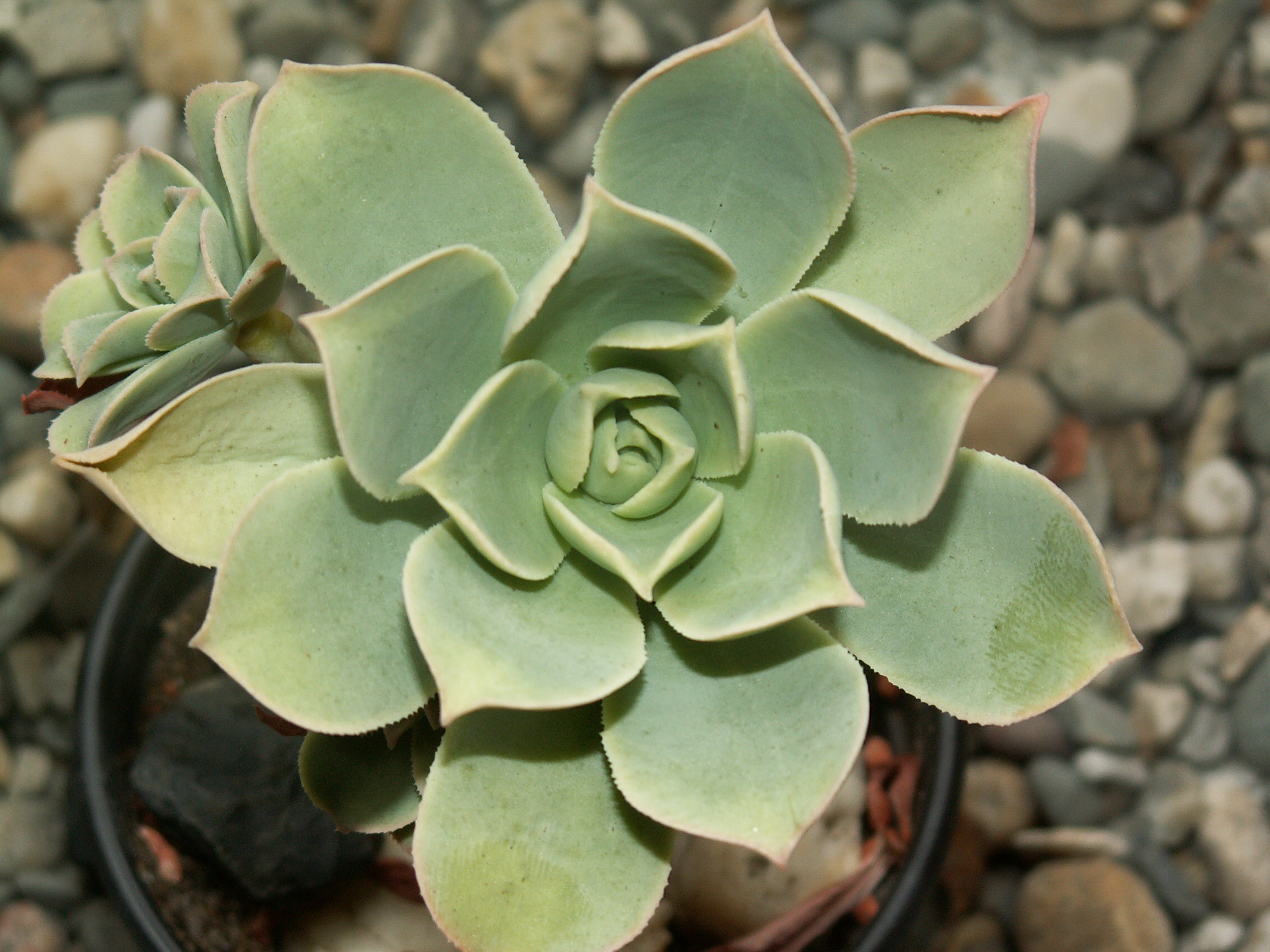
Hojas

## Descripción
Dentro del género, pertenece al grupo de especies arbustivas o subarbustivas con tallos ramificados y flores rosadas. Se diferencia por sus hojas, dispuestas en rosetas mayores de 5 cm,  glabras y con cilios, que son anchamente cónicos.

## Distribución geográfica
Aeonium lancerottense es un endemismo de Lanzarote en las Islas Canarias.

## Taxonomía
Aeonium lancerottense fue descrita por Robert Lloyd Praeger y publicado en Sempervivum 190 (1932).
Etimología
Ver: Aeonium
lancerottense: epíteto geográfico que alude a la isla de Lanzarote, de la que es endémica esta especie.
Sinonimia
- Sempervivum lancerottense Praeger[4][5]
- Bejeque de malpaís: conocido así por los habitantes de Lanzarote.

## Nombres comunes
Es conocido como bejeque de Lanzarote o bejeque de malpaís.